# Gaggia

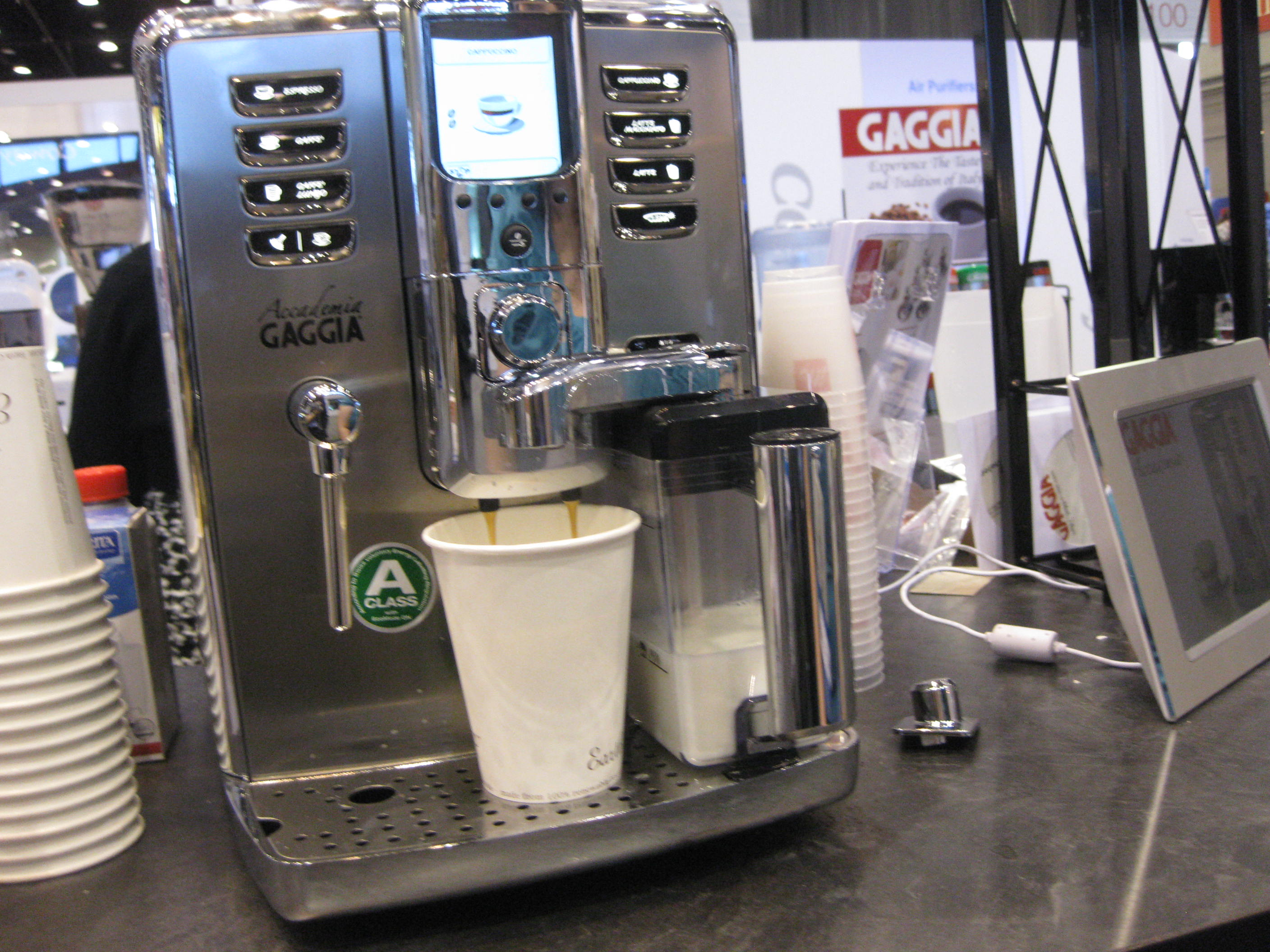
La cafetera Gaggia con vaporizador de leche.

Gaggia es un fabricante italiano de cafeteras expreso y capuchino, además de electrodomésticos de otro tipo de tamaño reducido. La empresa pertenece a Saeco International Group, una división del grupo holandés Philips.

## Historia
El fundador de la empresa, Achille Gaggia, patentó (número de patente 365726) la primera cafetera moderna sin vapor el 5 de septiembre de 1938, para su uso comercial en su cafetería. La máquina hacía que el agua fluyera sobre el café molido a alta presión, resultando en la crema característica del expreso.
La compañía Gaggia se fundó en 1947 y se creó de formalmente en 1948. Inicialmente sólo produjo cafeteras para uso comercial, pero en 1977 lanzó la primera cafetera para uso doméstico, que ha pasado a ser la principal área de producción. En 2010, todas las cafeteras de la casa se siguen fabricando en Milán, concretamente en la planta de Robecco sul Naviglio. La empresa fue adquirida en 1999 por Saeco International Group, que a su vez es una filial de Philips. Gaggia aún tiene una línea propia de diseño, si bien también utiliza diseños de Saeco en algunas de sus cafeteras expreso domésticas.